# Peter Minuit
Peter Minuit (ur. ok. 1589 w Wesel, Księstwo Kleve (ob. Nadrenia Północna-Westfalia), zm. 5 sierpnia 1638 na wyspie Saint Christopher) – Walon, dyrektor generalny Nowych Niderlandów (kolonii holenderskiej w płn.-wsch. części Ameryki Północnej) w latach 1626–1633.
Założyciel szwedzkiej kolonii Nowa Szwecja w 1638. W 1626 roku Minuit wykupił wyspę Manhattan od indiańskiego plemienia Delawarów z grupy Algonkinów za dobra o wartości 60 guldenów holenderskich. Jedna z obalonych legend mówi, że Delawarowie odsprzedali wyspę za szklane paciorki, których wartość szacowano na 24 dolary.